# Nhất Cú Trí Giáo
Nhất Cú Trí Giáo (zh. 一句智教 yījù zhìjiào, ?-?) là một vị Thiền sư Trung Quốc cuối đời Minh và đầu đời Thanh, thuộc tông Tào Động đời thứ 30, là đệ tử nối pháp của Thiền sư Thục An Tịnh Chu.
Sư là người đã truyền chính pháp nhãn tạng của Tào Động tông cho Thiền sư Thông Giác Thủy Nguyệt. Sau này, Thiền sư Thông Giác trở về Việt Nam và sáng lập tông Tào Động tại miền Bắc Việt Nam.

## Cơ duyên và hành trạng
Không biết sư quê quán ở đâu, năm sinh năm mất là khi nào.
Theo quyển Thiền Sư Việt Nam do Hòa thượng Thích Thanh Từ biên soạn, sư xuất gia và tham học với Thiền Sư Tịnh Chu ở núi An Kiết. Cơ duyên ngộ đạo của sư được ghi lại như sau:
Một hôm, trong giờ Tiểu tham, Sư hỏi Thiền sư Tịnh Chu: "Ngồi vững trên sóng dứt bụi bặm, là ý chỉ thế nào?"
Tịnh Chu đáp bằng bài kệ. Sư liền đảnh lễ.
Tịnh Chu hỏi: "Người hiểu được cái gì mà đảnh lễ?"
Sư thưa: "Lửa to đốt núi, một đốm tự rơi."
Tịnh Chu bảo:
"Lửa tàn tro lạnh khói hơi bặt
Gió thổi trăng trong sương mù tan.
Hãy nói khi ấy thế nào?"
Sư thưa: "Không đáp được."
Tịnh Chu bảo:
"Ngọn núi cần nhóm lửa
 Dưới mây gió thổi nhanh.
 Ý này thế nào?"
Sư đáp:
"Tiếng chuông trống hòa nhau
Nước sóng cồn theo vậy."
Thiền sư Tịnh Chu thấy sư căn tính lanh lợi nên cho sư nhập chúng tu tập. Sau, sư ngộ đạo và được Thiền Sư Tịnh Chu ấn khả và truyền pháp cho sư nối Tông Tào Động.
Trên bước đường hoằng pháp, sư đến trú trì tại Nhân Vương Hộ Quốc Thiền Tự ở núi Phụng Hoàng, vùng Hồ Châu, tỉnh Chiết Giang và bắt đầu xiển dương Tào Động Tông. Sư khai đường dạy chúng, đạo pháp rất tinh nghiêm. Học giả bốn phương nghe danh qui tụ về rất đông, từng có nhiều vị tăng, cư sĩ đến tham vấn. Đương thời những vị quan chức, học giả Nho giáo cũng đến tham học với sư như Thái sư Kim Khởi, Thái sử Phạm Đình Nhạc...
Thiền sư Thông Giác Thủy Nguyệt từng cùng thị giả hành cước sang Trung Quốc cầu đạo và có duyên gặp gỡ sư, được sư chấp nhận cho tu hành. Về sau, Thông Giác đạt đạo và được sư ấn khả, cho nối pháp Tào Động Tông và cho phép về Việt Nam truyền bá Tông Tào Động. Từ Thông Giác, tông Tào Động được truyền vào miền Bắc Việt Nam lần đầu.
Sắp tịch, sư truyền pháp cho đệ tử Thông Giác qua bài kệ:
| 春色色草茸茸 萬宇枝條開切切 一莖楊發產重重 水浸月圓澄海底 山頭日出露巖峰 | Xuân sắc sắc, thảo nhung nhung Vạn vũ chi điều khai thiết thiết Nhất hành dương phát sản trùng trùng Thủy tẩm nguyệt viên trừng hải để Sơn đầu nhật xuất lộ nham phong. | Xuân sặc sỡ, cỏ như nhung Khắp chốn ngàn cây bông trổ gấp Một cành dương liễu nẩy trùng trùng Trăng chìm đáy biển nước sóng lặng Đỉnh núi nhật lên bày chót cao. |

Nói kệ xong, sư ngồi kiết già thị tịch. Đồ chúng xây tháp tôn thờ tại núi Hồ Châu.